# Базітамацька сільська рада
Базітама́цька сільська рада (рос. Базитамакский сельский совет) — муніципальне утворення у складі Ілішевського району Башкортостану, Росія. Адміністративний центр — село Базітамак.

## Населення
Населення — 1504 особи (2019, 1904 у 2010, 2034 у 2002).

## Склад
До складу поселення входять такі населені пункти:
| Населений пункт             | Населення, осіб (2002) | Населення, осіб (2010) |
| --------------------------- | ---------------------- | ---------------------- |
| Базітамак, село             | 718                    | 666                    |
| Буляк, присілок             | 3                      | 0                      |
| Кизил-Юлдуз, присілок       | 106                    | 85                     |
| Малотазеєво, присілок       | 42                     | 46                     |
| Марі-Менеуз, присілок       | 189                    | 201                    |
| Новонадирово, присілок      | 136                    | 134                    |
| Старонадирово, присілок     | 94                     | 89                     |
| Татарський Менеуз, присілок | 172                    | 156                    |
| Ташкічі, присілок           | 235                    | 217                    |
| Чуй-Атасево, присілок       | 339                    | 310                    |